# Portland (Tennessee)
Portland és una població dels Estats Units a l'estat de Tennessee. Segons el cens del 2007 tenia 10.986 habitants.

## Demografia
Segons el cens del 2000, Portland tenia 8.458 habitants, 3.226 habitatges, i 2.377 famílies. La densitat de població era de 285,7 habitants/km².
Dels 3.226 habitatges en un 38,7% hi vivien nens de menys de 18 anys, en un 57,1% hi vivien parelles casades, en un 12,6% dones solteres, i en un 26,3% no eren unitats familiars. En el 21,8% dels habitatges hi vivien persones soles el 9,9% de les quals corresponia a persones de 65 anys o més que vivien soles. El nombre mitjà de persones vivint en cada habitatge era de 2,62 i el nombre mitjà de persones que vivien en cada família era de 3,03.
Per edats la població es repartia de la següent manera: un 28,1% tenia menys de 18 anys, un 10,6% entre 18 i 24, un 31,6% entre 25 i 44, un 18,6% de 45 a 60 i un 11,1% 65 anys o més.
L'edat mediana era de 31 anys. Per cada 100 dones de 18 o més anys hi havia 90,1 homes.
La renda mediana per habitatge era de 35.644$ i la renda mediana per família de 40.786$. Els homes tenien una renda mediana de 30.550$ mentre que les dones 21.875$. La renda per capita de la població era de 15.559$. Entorn del 6,7% de les famílies i el 10,5% de la població estaven per davall del llindar de pobresa.

## Poblacions més properes
El següent diagrama mostra les poblacions més properes.